# Argiusta-Moriccio
 Argiusta-Moriccio  là một xã của tỉnh Corse-du-Sud, thuộc vùng Corse, trên đảo Corse ở Pháp.